# Nigeria op de Olympische Spelen
Nigeria is een van de landen die deelneemt aan de Olympische Spelen. Nigeria debuteerde op de Zomerspelen van 1952, sindsdien ontbrak het land alleen in 1976 als een van de boycottende landen. Het debuut op de Winterspelen was 66 jaar later in 2018 met deelname in het bobsleeën en skeleton. Parijs 2024 was voor Nigeria de achttiende deelname aan de Zomerspelen.

## Medailles en deelnames
Er werden 27 medailles gewonnen, alle op de Zomerspelen. Deze werden in de atletiek (14), het boksen (6), voetbal (3), gewichtheffen (2) en taekwondo en worstelen behaald.
Chioma Ajunwa is de enige individuele olympisch kampioen, in 1996 won ze het onderdeel verspringen in de atletiek. Hetzelfde jaar veroverde het olympisch voetbalteam de olympische titel. De derde gouden medaille werd behaald door de atleten op de 4x 400 meter van de OS 2000, al werd deze pas in 2012 -definitief- aan Nigeria toegekend.
Drie personen zijn meervoudig medaillewinnaar. Mary Onyali-Omagbemi (brons in 1992 en 1996), Falilat Ogunkoya (zilver en brons in 1996) en Enefiok Udo-Obong (zilver in 2000 en 2004) wonnen elk twee medailles.

### Overzicht
De tabel geeft een overzicht van de jaren waarin werd deelgenomen, het aantal gewonnen medailles en de eventuele plaats in het medailleklassement.
| Zomerspelen | Zomerspelen | Zomerspelen | Zomerspelen | Zomerspelen | Zomerspelen |        | Winterspelen | Winterspelen | Winterspelen | Winterspelen | Winterspelen | Winterspelen |
| Jaar        | Goud        | Zilver      | Brons       | Totaal      | Rang        | Jaar   | Goud         | Zilver       | Brons        | Totaal       | Rang         |              |
| 1952        | 0           | 0           | 0           | 0           | -           | 1952   | -            | -            | -            | -            | -            |              |
| 1956        | 0           | 0           | 0           | 0           | -           | 1956   | -            | -            | -            | -            | -            |              |
| 1960        | 0           | 0           | 0           | 0           | -           | 1960   | -            | -            | -            | -            | -            |              |
| 1964        | 0           | 0           | 1           | 1           | 35          | 1964   | -            | -            | -            | -            | -            |              |
| 1968        | 0           | 0           | 0           | 0           | -           | 1968   | -            | -            | -            | -            | -            |              |
| 1972        | 0           | 0           | 1           | 1           | 43          | 1972   | -            | -            | -            | -            | -            |              |
| 1976        | -           | -           | -           | -           | -           | 1976   | -            | -            | -            | -            | -            |              |
| 1980        | 0           | 0           | 0           | 0           | -           | 1980   | -            | -            | -            | -            | -            |              |
| 1984        | 0           | 1           | 1           | 2           | 30          | 1984   | -            | -            | -            | -            | -            |              |
| 1988        | 0           | 0           | 0           | 0           | -           | 1988   | -            | -            | -            | -            | -            |              |
| 1992        | 0           | 3           | 1           | 4           | 38          | 1992   | -            | -            | -            | -            | -            |              |
| 1996        | 2           | 1           | 3           | 6           | 32          | 1994   | -            | -            | -            | -            | -            |              |
| 2000        | 1           | 2           | 0           | 3           | 41          | 1998   | -            | -            | -            | -            | -            |              |
| 2004        | 0           | 0           | 2           | 2           | 68          | 2002   | -            | -            | -            | -            | -            |              |
| 2008        | 0           | 3           | 2           | 5           |             | 2006   | -            | -            | -            | -            | -            |              |
| 2012        | 0           | 0           | 0           | 0           | -           | 2010   | -            | -            | -            | -            | -            |              |
| 2016        | 0           | 0           | 1           | 1           | 78          | 2014   | -            | -            | -            | -            | -            |              |
| 2020        | 0           | 1           | 1           | 2           | 74          | 2018   | 0            | 0            | 0            | 0            | -            |              |
| 2024        | 0           | 0           | 0           | 0           | -           | 2022   | 0            | 0            | 0            | 0            | -            |              |
| Totaal      | 3           | 11          | 13          | 27          |             | Totaal | 0            | 0            | 0            | 0            |              |              |
| Tot. Z+W    | 3           | 11          | 13          | 27          |             |        |              |              |              |              |              |              |

2000: van oorspronkelijk 0-3-0 aangepast naar 1-2-0
2008: van oorspronkelijk 0-1-3 aangepast naar 0-3-2

### Per deelnemer
| Editie | Sport         | Olympiër                                                                                               | Onderdeel                 | Medaille |
| ------ | ------------- | --- | ------------------------- | -------- |
| 1964   | Boksen        | Nojim Maiyegun                                                                                         | halfmiddengewicht (m)     | Brons    |
| 1972   | Boksen        | Isaac Ikhouria                                                                                         | halfzwaargewicht (m)      | Brons    |
| 1984   | Atletiek      | Innocent Egbunike Rotimi Peters Moses Ugbusien Sunday Uti                                              | 4x 400 m (m)              | Brons    |
| 1984   | Boksen        | Peter Konyegwachie                                                                                     | vedergewicht (m)          | Zilver   |
| 1992   | Atletiek      | Olapade Adeniken Davidson Ezinwa Chidi Imoh Oluyemi Kayode                                             | 4x 100 m (m)              | Zilver   |
| 1992   | Atletiek      | Faith Idehen Mary Onyali-Omagbemi Christy Opara-Thompson Beatrice Utondu                               | 4x 100 m (v)              | Brons    |
| 1992   | Boksen        | David Izonritei                                                                                        | zwaargewicht (m)          | Zilver   |
| 1992   | Boksen        | Richard Igbineghu                                                                                      | superzwaargewicht (m)     | Brons    |
| 1996   | Atletiek      | Mary Onyali-Omagbemi                                                                                   | 200 m (v)                 | Brons    |
| 1996   | Atletiek      | Falilat Ogunkoya                                                                                       | 400 m (v)                 | Brons    |
| 1996   | Atletiek      | Olabisi Afolabi Falilat Ogunkoya Charity Opara Fatima Yusuf                                            | 4x 100 m (v)              | Zilver   |
| 1996   | Atletiek      | Chioma Ajunwa                                                                                          | verspringen (v)           | Goud     |
| 1996   | Boksen        | Duncan Dokiwari                                                                                        | superzwaargewicht (m)     | Brons    |
| 1996   | Voetbal       | Olympisch team                                                                                         | mannen                    | Goud     |
| 2000   | Atletiek      | Sunday Bada Clement Chukwu Jude Monye Enefiok Udo-Obong Nduka Awazie (series) Fidelis Gadzama (series) | 4x 400 m (m)              | *        |
| 2000   | Atletiek      | Glory Alozie                                                                                           | 100 m horden (v)          | Zilver   |
| 2000   | Gewichtheffen | Ruth Ogbeifo                                                                                           | zwaargewicht (-75 kg) (v) | Zilver   |
| 2004   | Atletiek      | Deji Aliu Aaron Egbele Uchenna Emedolu Olusoji Fasuba                                                  | 4x 100 m (m)              | Zilver   |
| 2004   | Atletiek      | Musa Audu James Godday Enefiok Udo-Obong Saul Weigopwa                                                 | 4x 400 m (m)              | Zilver   |
| 2008   | Atletiek      | Ene Franca Idoko Halimat Ismaila Gloria Kemasuode Oludamola Osayomi                                    | 4x 100 m (v)              | *        |
| 2008   | Atletiek      | Blessing Okagbare                                                                                      | verspringen (v)           | *        |
| 2008   | Gewichtheffen | Mariam Usman                                                                                           | +75 kg (v)                | *        |
| 2008   | Taekwondo     | Chika Yagazie Chukwunerije                                                                             | zwaargewicht (+80 kg) (m) | Brons    |
| 2008   | Voetbal       | Olympisch team                                                                                         | mannen                    | Zilver   |
| 2016   | Voetbal       | Olympisch team                                                                                         | mannen                    | Brons    |
| 2020   | Atletiek      | Ese Brume                                                                                              | verspringen (v)           | Brons    |
| 2020   | Worstelen     | Blessing Oborududu                                                                                     | lichtzwaar (-68 kg) (v)   | Zilver   |

* 2000: de zilveren medaille bij de 4x 400 m (m) werd later opgewaardeerd naar goud
* 2008: de bronzen medailles bij de 4x 100m (v) en verspringen (v) werden later opgewaardeerd naar zilver; de bronzen medaille in het gewichtheffen +75 kg (v) werd later alsnog toegewezen.
Afghanistan · Albanië · Algerije · Amerikaans-Samoa · Amerikaanse Maagdeneilanden · Andorra · Angola · Antigua en Barbuda · Argentinië · Armenië · Aruba · Australië · Azerbeidzjan · Bahama's · Bahrein · Bangladesh · Barbados · België · Belize · Benin · Bermuda · Bhutan · Bolivia · Bosnië en Herzegovina · Botswana · Brazilië · Britse Maagdeneilanden · Brunei · Bulgarije · Burkina Faso · Burundi · Cambodja · Canada · Centraal-Afrikaanse Republiek · Chili · China · Chinees Taipei · Colombia · Comoren · Congo-Brazzaville · Congo-Kinshasa · Cookeilanden · Costa Rica · Cuba · Cyprus · Denemarken · Djibouti · Dominica · Dominicaanse Republiek · Duitsland · Ecuador · Egypte · El Salvador · Equatoriaal-Guinea · Eritrea · Estland · Ethiopië · Fiji · Filipijnen · Finland · Frankrijk · Gabon · Gambia · Georgië · Ghana · Grenada · Griekenland · Groot-Brittannië · Guam · Guatemala · Guinee · Guinee-Bissau · Guyana · Haïti · Honduras · Hongarije · Hongkong · Ierland · IJsland · India · Indonesië · Irak · Iran · Israël · Italië · Ivoorkust · Jamaica · Japan · Jemen · Jordanië · Kaaimaneilanden · Kaapverdië · Kameroen · Kazachstan · Kenia · Kirgizië · Kiribati · Koeweit · Kosovo · Kroatië · Laos · Lesotho · Letland · Libanon · Liberia · Libië · Liechtenstein · Litouwen · Luxemburg · Madagaskar · Malawi · Malediven · Maleisië · Mali · Malta · Marokko · Marshalleilanden · Mauritanië · Mauritius · Mexico · Micronesië · Moldavië · Monaco · Mongolië · Montenegro · Mozambique · Myanmar · Namibië · Nauru · Nederland · Nepal · Nicaragua · Nieuw-Zeeland · Niger · Nigeria · Noord-Korea · Noord-Macedonië · Noorwegen · Oeganda · Oekraïne · Oezbekistan · Oman · Oost-Timor · Oostenrijk · Pakistan · Palau · Palestina · Panama · Papoea-Nieuw-Guinea · Paraguay · Peru · Polen · Portugal · Puerto Rico · Qatar · Roemenië · Rusland · Rwanda · Saint Kitts en Nevis · Saint Lucia · Saint Vincent en de Grenadines · Salomonseilanden · Samoa · San Marino · Saoedi-Arabië · Sao Tomé en Principe · Senegal · Servië · Seychellen · Sierra Leone · Singapore · Slovenië · Slowakije · Somalië · Spanje · Sri Lanka · Soedan · Suriname · Swaziland · Syrië · Tadzjikistan · Tanzania · Thailand · Togo · Tonga · Trinidad en Tobago · Tsjaad · Tsjechië · Tunesië · Turkije · Turkmenistan · Tuvalu · Uruguay · Vanuatu · Venezuela · Verenigde Arabische Emiraten · Verenigde Staten · Vietnam · Wit-Rusland · Zambia · Zimbabwe · Zuid-Afrika · Zuid-Korea · Zuid-Soedan · Zweden · Zwitserland
Historische landen: Bohemen · Bondsrepubliek Duitsland · Brits-Indië · Duitse Democratische Republiek · Joegoslavië · Malaya · Nederlandse Antillen · Noord-Borneo · Noord-Jemen · Saarland · Servië en Montenegro · Sovjet-Unie · Tsjecho-Slowakije · West-Indische Federatie · Zuid-Jemen
Bijzondere deelnames: Onafhankelijke olympische atleten · Vluchtelingenteam 
 Australazië · Duits Eenheidsteam · Gemengd team · Gezamenlijk Team